# Київська печера
Київська (рос. Киевская пещера) — карстова печера в Самаркандській області Узбекистану, на плато Кирктау, східних відрогах Зеравшанського хребта, гірської системи Паміро-Алай. Печера вертикального типу простягання. Загальна протяжність — 2340 м. Глибина печери становить 990 м. Категорія складності проходження ходів печери — 5А.